# 溝口直温
溝口 直温（みぞぐち なおあつ）は、江戸時代中期の大名。越後国新発田藩7代藩主。官位は従五位下・出雲守。

## 生涯
享保元年（1716年）、溝口宣勝の次男・宣秋の孫・溝口直道（旗本）の四男として誕生した。幼名は亀之助。通称は主膳。
享保17年（1732年）7月5日、6代藩主・溝口直治の末期にあたって急養子となり、本家の家督を継ぐ。この折には同じく分家の旗本・逸見元長（溝口重雄の三男）も養子の候補として挙がっていた。同年12月9日、元長に2000俵を加増したのは、そうした経緯への配慮とも考えられる。同年7月21日、8代将軍・徳川吉宗に御目見えする。同年12月16日、従五位下・出雲守に叙任する。
享保18年（1733年）、江戸城堀浚いの手伝い普請を務める。同20年（1735年）には幕府領紫雲寺潟新田の検地を命じられ、翌元文元年（1736年）にはこの検地で打ち出された1万6850石余を幕府より預けられる。同3年（1738年）には小阿賀野川の普請を幕府より命じられる。同5年（1740年）、先代以来数度にわたって預けられて来た幕府領の預かり地、計8万3400石余を幕府に返上した。寛延元年（1748年）には神奈川宿において朝鮮使節の接待役を務める。宝暦4年（1754年）には52か村1万石余が幕府に上知され、代地として33か村が下される。同6年（1756年）にも15か村が上知され、代地として31か村が下された。
宝暦11年（1761年）1月23日、直温は病身を理由に家督を長男の直養に譲り、隠居した。安永9年9月4日（1780年10月1日）、65歳で死去した。

## 治世
直温の治世は、始めは前代に続く連年の水害の影響もあり、財政難が続いたが、その後一時水害も減って豊作が続き、家臣からの借り上げも停止された。しかし、豊作が反面で米価下落をもたらしたことから財政状態は再び悪化し、ことに前代の阿賀野川改修で松ヶ崎掘割が本流となってしまったことに伴う諸工事を始めとした負担も大きく、さらに再び大水害に襲われたこともあって、半知（知行の5割）借り上げという形で借り上げ制度が復活強化された。こうした財政難に対し、藩は藩士からの借り上げや有力農民・町人からの献納以外に有効な策を持たず、本格的な財政改革は次代に持ち越されることとなった。

## 系譜
直温には8男4女があった。
- 父：溝口直道
- 母：高木宇左衛門（旗本永井監物家臣）の娘
- 養父：溝口直治
- 正室：留姫 - 清涼院、松平信祝の娘
  - 三男：溝口直経 - 亀之助、正室の子としては長子であり、当初世子とされたが、病身のため宝暦10年（1760年）に廃嫡され、部屋住みのまま一生を送った。
  - 六男：溝口直信 - 恵三郎、長兄・直養の養嗣子となったが、家督を継ぐ前に死去した。
- 側室：美代 - 森氏の娘、御長屋様
  - 長男：溝口直養 - 亀次郎、側室の子のため当初世子とはされなかったが、のちに嫡子亀之助の廃嫡により世子となり、直温の隠居後に第8代藩主となった。
  - 次男：溝口直之 - 丑之丞、側室の子であり、分家・池之端溝口家の当主溝口直季の養子となった。
- 妻：杉浦豊
  - 七男：山口弘務 - 春三郎、常陸牛久藩主山口弘道の養子となった。
- 生母不明の子女
  - 四男：幸之助 - 早世。
  - 五男：茂十郎 - 早世。
  - 八男：堀徳三郎 - 家老・堀主計の養子となったが早世した。
  - 長女：政姫 - 出羽松山藩主酒井忠休世子・酒井忠起の正室。
  - 次女：民姫 - 麗章院、長門長府藩主・毛利匡満の正室。
  - 三女：吉姫 - 早世。
  - 四女：勝姫 - 下野壬生藩主鳥居忠意世子・鳥居忠求の正室。